# Geodia canaliculata
Espèce
Synonymes
Isops canaliculata Schmidt, 1868
Geodia canaliculata est une espèce d'éponges de la famille des Geodiidae présente dans la partie occidentale de la mer Méditerranée, notamment au large des côtes de l'Algérie.

## Taxonomie
L'espèce est décrite par Eduard Oscar Schmidt en 1868 sous le nom Isops canaliculata, à la suite d'expéditions scientifiques menées au large des côtes de l'Algérie.
À ne pas confondre avec Geodia canaliculata Carter, 1883, désormais considéré comme un synonyme de Geodia carteri Sollas, 1888.